# Kansas City Chiefs 1989
La stagione 1989 dei Kansas City Chiefs è stata la 20ª nella National Football League e la 30ª complessiva.
Sotto la direzione del nuovo capo-allenatore Marty Schottenheimer la squadra vinse quattro partite più della stagione precedente e pur non facendo ritorno ai playoff per il terzo anno consecutivo il miglioramento fu indice delle buone stagioni che sarebbero seguite. Il running back Christian Okoye disputò la miglior stagione in carriera guidando la NFL in yard corse.

## Roster
| Roster dei Kansas City Chiefs nel 1989 |
| --- |
| Quarterback - 17 Steve DeBerg - 7 Ron Jaworski - 11 Steve Pelluer Running Back - 44 Herman Heard - 48 Todd McNair - 35 Christian Okoye FB - 21 James Saxon Wide Receiver - 88 Carlos Carson - 86 Emile Harry - 89 Pete Mandley - 83 Stephone Paige - 81 Robb Thomas Tight End - 85 Jonathan Hayes - 87 Alfredo Roberts Offensive Linemen - 61 Mark Adickes G - 76 John Alt T - 77 Rich Baldinger G - 70 Mark Cannon C - 75 Irv Eatman T - 72 Dave Lutz G - 53 Mike Webster C Defensive Linemen - 99 Mike Bell DE - 95 Bruce Clark DE - 98 Leonard Griffin DE - 63 Bill Maas DT - 69 Greg Meisner DT - 97 Dan Saleaumua DT - 90 Neil Smith DE Linebacker - 54 Walker Lee Ashley - 55 Louis Cooper - 56 Dino Hackett - 57 Chris Martin - 50 Rob McGovern - 58 Derrick Thomas Defensive Back - 20 Deron Cherry FS - 29 Albert Lewis CB - 24 J.C. Pearson CB - 45 Stan Petry CB - 27 Kevin Porter SS - 31 Kevin Ross CB Special Team - 2 Kelly Goodburn P - 8 Nick Lowery K                  |
| Legenda - I rookie sono in corsivo. - Il primo ruolo è il principale mentre gli eventuali successivi indicano i ruoli secondari. - (IR) sta per Injured Reserve ed indica la lista ristretta per un solo giocatore infortunato che può tornare ad allenarsi dopo la settimana 6 e a rientrare in prima squadra dopo che questa ha giocato 8 partite. - (NF-Inj.) / (NF-Ill.) stanno rispettivamente per Non-Football Injured e Non-Football Illness ed indicano le liste dove viene inserito un giocatore che ha un infortunio o una malattia non dipendente dal football americano. - (PUP) sta per Physically Unable to Perform ed indica la lista dove viene inserito un giocatore mentre è in attesa di recuperare la condizione fisica. Nella stagione regolare dopo la sesta partita giocata dalla propria squadra, il giocatore ha tempo tre settimane per riprendere ad allenarsi, più tre settimane aggiuntive dal suo rientro agli allenamenti per rientrare in prima squadra. |

## Calendario
| Stagione regolare |                   |                        |           |          |
| Turno             | Data              | Avversario             | Risultato | Pubblico |
| 1                 | 10 settembre 1989 | at Denver Broncos      | S 34–20   | 74,284   |
| 2                 | 17 settembre 1989 | Los Angeles Raiders    | V 24–19   | 71,741   |
| 3                 | 24 settembre 1989 | at San Diego Chargers  | S 21–6    | 40,128   |
| 4                 | 1º ottobre 1989   | Cincinnati Bengals     | S 21–6    | 61,165   |
| 5                 | 8 ottobre 1989    | at Seattle Seahawks    | V 20–16   | 60,715   |
| 6                 | 15 ottobre 1989   | at Los Angeles Raiders | S 20–14   | 40,453   |
| 7                 | 22 ottobre 1989   | Dallas Cowboys         | V 36–28   | 76,841   |
| 8                 | 29 ottobre 1989   | at Pittsburgh Steelers | S 23–17   | 54,194   |
| 9                 | 5 novembre 1989   | Seattle Seahawks       | V 20–10   | 54,489   |
| 10                | 12 novembre 1989  | Denver Broncos         | S 16–13   | 76,245   |
| 11                | 19 novembre 1989  | at Cleveland Browns    | P 10–10   | 77,922   |
| 12                | 26 novembre 1989  | Houston Oilers         | V 34–0    | 51,342   |
| 13                | 3 dicembre 1989   | Miami Dolphins         | V 26–21   | 54,610   |
| 14                | 10 dicembre 1989  | at Green Bay Packers   | V 21–3    | 56,694   |
| 15                | 17 dicembre 1989  | San Diego Chargers     | S 20–13   | 40,623   |
| 16                | 24 dicembre 1989  | at Miami Dolphins      | V 27–24   | 43,612   |

## Classifiche
| AFC West            |    |    |   |      |     |       |     |     |     |
|                     | V  | S  | P | %    | DIV | CONF  | PF  | PS  | STR |
| Denver Broncos(1)   | 11 | 5  | 0 | .688 | 6–2 | 9–3   | 362 | 226 | S1  |
| Kansas City Chiefs  | 8  | 7  | 1 | .531 | 3–5 | 6–7–1 | 307 | 286 | V1  |
| Los Angeles Raiders | 8  | 8  | 0 | .500 | 3–5 | 6–6   | 315 | 297 | S2  |
| Seattle Seahawks    | 7  | 9  | 0 | .438 | 4–4 | 7–5   | 241 | 327 | S1  |
| San Diego Chargers  | 6  | 10 | 0 | .375 | 4–4 | 4–8   | 266 | 290 | V2  |